# Franz Ullmann (Bergmeister)
Franz Anton Ullmann (* 16. Januar 1800 in Neudek; † 1864 bei Hirschenstand) war ein böhmischer gewerkschaftlicher Schichtmeister und Bergverwalter. Er gilt als der letzte Bergmeister von Neudek.

## Leben
Ullmann entstammte einer langen Reihe von Bergmeistern und wurde als Sohn des Bergmeisters, Geometers und k. k. Filialzehnteinnehmers Kaspar Anton Ullmann (1767–1853) und dessen Ehefrau Eva Anna Johanna geb. Pöhner (1777–1851) in Neudek im Erzgebirge geboren. Sein Großvater war der Bergmeister, Geometer und Chemiker Anton Jakob Ullmann (1732–1807).
Ullmann gab sich in seiner Funktion als neuer Bergmeister 1 von Neudek in den 1830er und 1840er Jahren alle erdenkliche Mühe, dem darniederliegenden Bergbau aufzuhelfen. An das k. k. Bergamt berichtet er dazu in einer Zuschrift vom 10. Februar 1841, dass sich der Zinnbergbau sehr zum Nachteil verändert hatte und die Erze nicht mehr so ergiebig wie früher waren. Der Bergbau könne sich nur erhalten, wenn der Preis zu den Erzeugungskosten in einem günstigen Verhältnis stehen würden. Das inländische Zinn, das viele fremde Bestandteile aufweist, findet immer weniger Nachfrage, weil das wertvollere indonesische Bangka-Zinn günstiger bei der Erzeugung ist. Laut Ullmann wäre die einzige Möglichkeit den Bergbau zu heben, die Erhöhung des Einfuhrzolles.    
Probleme machten Ullmann zuhnemend der immer anstrengendere und kostspieligere Kampf mit dem Wasser, der die tiefen Baue ersäufte. In einem Bericht klagte der Bergmeister: "Die Zwitter wurden immer schmäler, die Wässer immer mehr!". Infolge der geringen Erträge und des niedrigen Zinnpreises wurden immer mehr Zechen aufgegeben. Tief betrübt sah Ullmann, dass das Schicksal der Schächte besiegelt war.   
Ullmann, den es immer wieder in seine Gruben zog, verunglückte 1864 in der Hirschkopfzeche nahe Hirschenstand. Man fand seinen Stock in einem tiefen mit Wasser gefüllten Gesenk. Da Nachforschungen nach seiner Leiche ergebnislos ausfielen, ging im Volksmund die Erzählung um, dass Ullmann beim Absteigen in den Schacht die Sprossen der Leiter über sich abgesägt haben soll, um nicht mehr an das Tageslicht zu gelangen. Er habe den Niedergang des Bergbaues nicht überwinden können.